# Светий Петар-на-Мору
Светий Петар-на-Мору (хорв. Sveti Petar na Moru) — населений пункт у Хорватії, в Задарській жупанії у складі громади Светі Филип-і-Яков.

## Населення
Населення за даними перепису 2011 року становило 403 осіб.
Динаміка чисельності населення поселення:

## Клімат
Середня річна температура становить 15,22 °C, середня максимальна – 26,94 °C, а середня мінімальна – 4,11 °C. Середня річна кількість опадів – 807 мм.
| Клімат поселення                              | Клімат поселення | Клімат поселення | Клімат поселення | Клімат поселення | Клімат поселення | Клімат поселення | Клімат поселення | Клімат поселення | Клімат поселення | Клімат поселення | Клімат поселення | Клімат поселення | Клімат поселення |
| Показник                                      | Січ.             | Лют.             | Бер.             | Квіт.            | Трав.            | Черв.            | Лип.             | Серп.            | Вер.             | Жовт.            | Лист.            | Груд.            |                  |
| Середній максимум, °C                         | 11,70            | 11,69            | 13,09            | 16,37            | 21,23            | 25,21            | 26,94            | 26,68            | 22,30            | 19,20            | 14,82            | 11,96            |                  |
| Середня температура, °C                       | 7,94             | 7,91             | 9,30             | 12,59            | 17,43            | 21,42            | 24,31            | 24,03            | 19,66            | 16,58            | 12,17            | 9,32             |                  |
| Середній мінімум, °C                          | 4,14             | 4,11             | 5,52             | 8,81             | 13,66            | 17,66            | 21,68            | 21,41            | 17,02            | 13,93            | 9,56             | 6,69             |                  |
| Норма опадів, мм                              | 70               | 59               | 62               | 66               | 58               | 51               | 28               | 46               | 89               | 96               | 96               | 86               |                  |
| Середньомісячна швидкість вітру, м/с          | 3.00             | 3.12             | 3.27             | 3.11             | 2.70             | 2.50             | 2.50             | 2.40             | 2.62             | 2.79             | 3.40             | 3.27             |                  |
| Середньомісячна сонячна радіація, кДж/м²·день | 5110             | 7860             | 11623            | 16497            | 20830            | 23021            | 24662            | 21390            | 15827            | 10113            | 5580             | 4378             |                  |
| --------------------------------------------- | ---------------- | ---------------- | ---------------- | ---------------- | ---------------- | ---------------- | ---------------- | ---------------- | ---------------- | ---------------- | ---------------- | ---------------- | ---------------- |
| Джерело:                                      |                  |                  |                  |                  |                  |                  |                  |                  |                  |                  |                  |                  |                  |